# ويليام بيرلي
ويليام بيرلي هو محامي وسياسي أمريكي، ولد في 24 أكتوبر 1785 في South Berwick, Maine ‏ في الولايات المتحدة، وتوفي بنفس المكان في 2 يوليو 1827. نشط حزبياً في الحزب الجمهوري الديمقراطي. وقد انتخب عضو مجلس النواب الأمريكي ‏.